# Angels Landing
Angels Landing (englisch für ‚Landeplatz der Engel‘) ist ein Berg im Zion-Nationalpark im US-Bundesstaat Utah. Die 1765 m hohe Felsformation bildet eine Flussschlinge (Big Bend) der North Fork des Virgin River im Zion Canyon. Auch Dank des im Jahr 1926 fertiggestellten Wanderwegs auf den Gipfel ist der Angels Landing der meistbestiegene Berg des Nationalparks.

## Geologie und Geomorphologie
Zion Canyon und Angels Landing sind Teil der Grand Staircase, die sich in den vergangenen Millionen Jahren in den ungefalteten, überwiegend mesozoischen Sedimentgesteinen des Colorado-Plateaus ausgeformt hat. Angels Landing ist ein gedrungener Felsenturm mit nahezu vertikalen Flanken, der aus porösem und permeablem sowie relativ verwitterungs- und erosionsresistentem äolischem Quarzsandstein der Navajo-Formation (oberer Unterjura, ca. 180 Millionen Jahre alt) besteht. In den deutlich sanfter geneigten Hängen am Fuß des Berges beißen die geringfügig älteren (ebenfalls höherer Unterjura) weniger erosionsresistenten Silt- und Tonsteine der Kayenta-Formation aus.

## Aufstieg
Zum Gipfel des Angels Landing führt ein über den Großteil der Strecke gut ausgebauter und gesicherter Wanderweg. Der Grat bis zur Spitze ist jedoch stark ausgesetzt und mit einer Kette gesichert und daher nur für erfahrene Bergwanderer geeignet. Für Hin- und Rückweg sind insgesamt etwa fünf Stunden einzuplanen. Die ersten drei Kilometer sind asphaltiert. Der größte Teil der Strecke liegt meist unter starker Sonneneinstrahlung. Das etwa einen Kilometer lange letzte Teilstück sollte nur von schwindelfreien Personen begangen werden. Bei Regen, Gewitter und heftigem Wind wird vor dem Betreten des Trails gewarnt.
Aufgrund der Beliebtheit dieser Tour ist mittlerweile ein Permit erforderlich, das in Form einer Lotterie vergeben wird, um die Zahl der Wanderer zu begrenzen.
Vom Angels Landing Viewpoint aus blickt man fast 500 Meter tief zum Virgin River hinunter, wie er sich um The Organ windet, die schmale rote Felsmauer, die von Angels Landing nach Nordosten zieht. Gegenüber Angels Landing, auf der anderen Seite des Virgin River erheben sich im Südosten der sehr markante Great White Throne, im Osten der Cable Mountain und im Nordosten der Observation Point. Der Rückweg erfolgt über die gleiche Strecke.